# Ravenswaaimetrobrug
De Ravenswaaimetrobrug (brug 1624) is een spoorbrug in Amsterdam-Zuidoost.

## Viaduct
Deze twee enkelsporige metrobruggen tillen de metrostellen van metrolijn 50 en metrolijn 54 over het Ravenswaaipad, een voet- en fietspad dat de omliggende wijk van noord naar zuid doorsnijdt. Het viaduct ligt op het traject Reigersbos en Gein. Het pad kreeg in 1980 haar naam, een vernoeming naar het Gelderse dorp Ravenswaaij, indirect in 2017 dus ook naamgever van de brug. Bouw vond in de periode 1975-1982 plaats in het kader van de bouw van alle infrastructuur rondom de Oostlijn. Het ontwerp kwam van Sier van Rhijn en Ben Spängberg van de Dienst der Publieke Werken. Zij ontwierpen een totaalpakket; dit viaduct heeft dan ook gelijkenis met andere werken op die trajecten, bijvoorbeeld de schilden als balustrade. 

## Schilderingen
In het begin van 21e eeuw werd een viertal viaducten in en om de wijk Holendrecht aangewezen om te worden voorzien van een kunstwerk. Kunstenaar Carmen Nutbey mocht op kosten van gemeente Amsterdam muurschilderingen aanbrengen op viaducten over het Ruiseveenpad, Ravenswaaipad, Ravensteinpad en bij metrostation Reigersbos.   

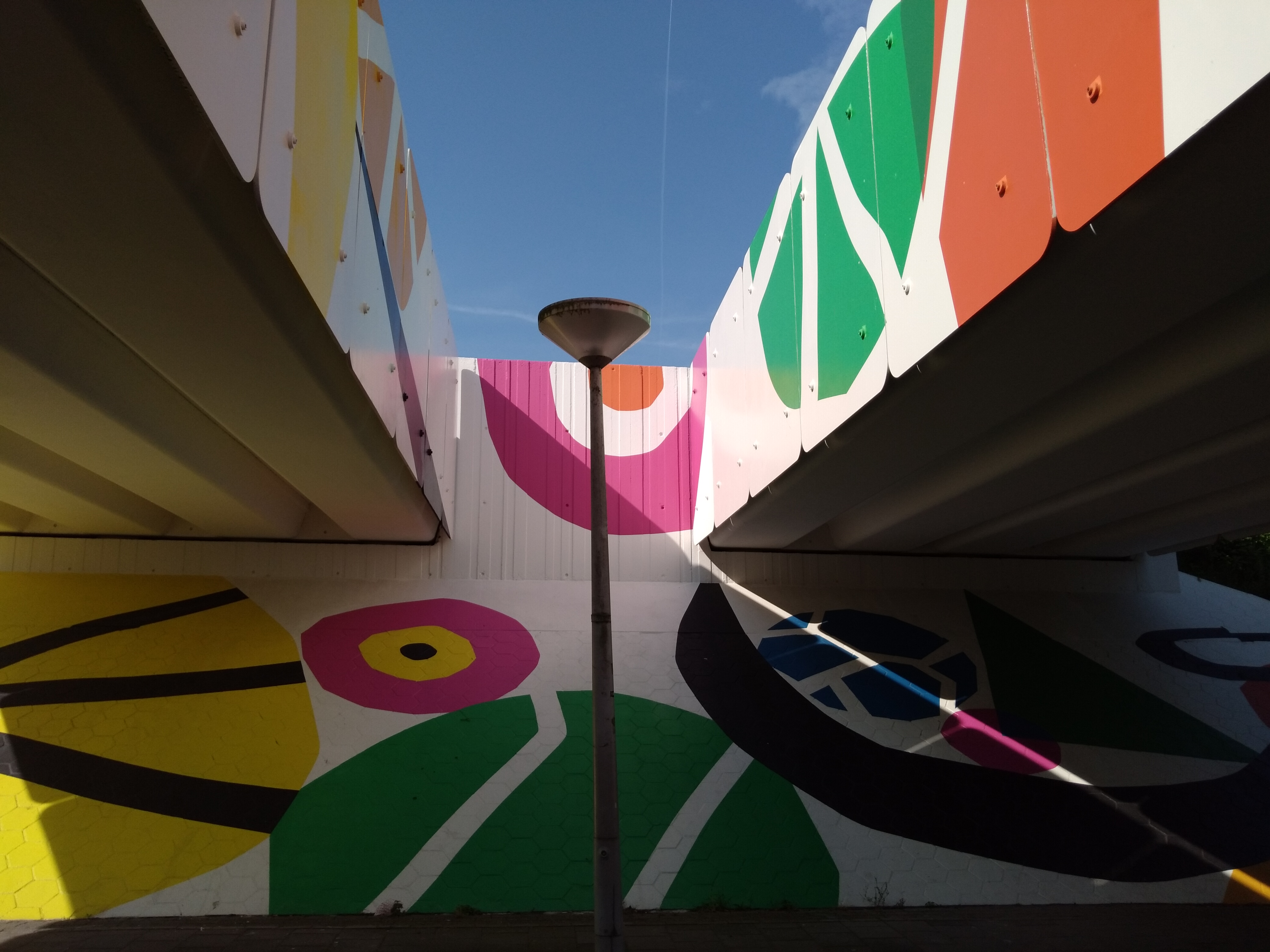
Lantaarn van Friso Kramer tussen metrobruggen (september 2021)

<<< · 1601 · 1602 · 1603 · 1604 · 1605 · 1606 · 1607 · 1608 · 1609 · 1610 · 1611 · 1612 · 1613 · 1614 · 1615 · 1616 · 1617 · 1618 · 1619 · 1620 · 1621 · 1622 · 1623 · 1624 · 1625 · 1626 · 1627 · 1629 · 1630 · 1633 · 1634 · 1635 · 1636 · 1637 · 1638 · 1639 ·  1640 · 1641 · 1642 · 1643 · 1644 ·  1645 · 1646 · 1647 · 1648 · 1649 · 1650 · 1651 · 1652 · 1653 · 1654 · 1655 · 1656 · 1657 · 1658 · 1659 · 1660 · 1661 · 1662 · 1663 · 1664 · 1695 · 1696 · 1697 · >>>
Brugnummers  1600, 1628, 1632, 1665-1694, 1698, 1699 zijn niet vergeven. Brug 1631 is in 2019 gesloopt.